# Polyrhachis unicuspis
Polyrhachis unicuspis é uma espécie de formiga do gênero Polyrhachis, pertencente à subfamília Formicinae.